# Han Ji-hyun
Han Ji-hyun (en hangul, 한지현; nacida el 21 de marzo de 1996) es una actriz surcoreana.

## Biografía
Tiene un hermano mellizo menor, el modelo Han Seung-soo.
Estudia actuación en el departamento de teatro de la Universidad Nacional de Artes de Corea (한국예술종합학교).

## Carrera
Es miembro de la agencia SBD Entertainment.
En mayo de 2019 se unió al elenco recurrente de la serie The Wind Blows donde interpretó a Lee Sun-kyung, una compañera de trabajo de Son Ye-rim (Kim Ga-eun).
En octubre de 2020 se unió al elenco recurrente de la popular serie Penthouse: War In Life donde dio vida a Joo Seok-kyung, la egoísta y superficial hija de Joo Dan-tae (Um Ki-joon) y hermana gemela de Joo Seok-hoon (Kim Young-dae), una joven que molesta a quienes considera que no están a su nivel y que junto a su hermano son abusados físicamente por su padre, hasta el final de la serie el 10 de septiembre de 2021. Por su interpretación Ji-hyun recibió críticas positivas.
En octubre de 2022 protagonizó la serie de SBS Cheer Up, con el papel de Do Hae-yi, un nuevo miembro del equipo de animadores de la Universidad de Yeonhee y estudiante de primer curso del departamento de teología.

## Filmografía

### Series de televisión
| Año     | Título                    | Personaje                | Canal | Notas                                                     | Ref.                 |
| ------- | ------------------------- | ------------------------ | ----- | --------------------------------------------------------- | -------------------- |
| 2018    | Soul Driver               | Jin-hui                  |       | Serie web                                                 |                      |
| 2018    | Today's Taromance         | Yoo In-jeong             |       | Serie web                                                 |                      |
| 2019    | What a Wonderful World    | Jo Ah-yeong              |       | Serie web                                                 |                      |
| 2019    | The Wind Blows            | Lee Sun-kyung            | JTBC  |                                                           | [ 9 ]                |
| 2020-21 | Penthouse: War In Life    | Joo Seok-kyung           | SBS   |                                                           | [ 10 ]               |
| 2021    | Penthouse: War In Life 2  | Joo Seok-kyung           | SBS   |                                                           |                      |
| 2021    | Penthouse: War In Life 3  | Joo Seok-kyung           | SBS   |                                                           |                      |
| 2022    | Cheer Up                  | Do Hae-yi                | SBS   |                                                           | [ 11 ] [ 12 ] [ 13 ] |
| 2024    | No hay amor desinteresado | Nam Ja-yeon/Yeon Bo-ra   | tvN   | 12 episodios                                              | [ 14 ] [ 15 ] [ 16 ] |
| 2024    | Un romance picante        | Nam Ja-yeon/Seo Yeon-seo | TVING | Serie web en 2 ep., derivada de No hay amor desinteresado | [ 17 ]               |
| 2024    | Face Me                   | Lee Min-hyung            | KBS2  | 12 episodios                                              | [ 18 ] [ 19 ] [ 20 ] |

### Películas
| Año  | Título           | Personaje    | Notas                                                          | Ref.   |
| ---- | ---------------- | ------------ | -------------------------------------------------------------- | ------ |
| 2021 | Seo Bok          | Yong-ju      | Junto a Gong Yoo, Park Bo-gum, Jang Young-nam y Park Byung-eun |        |
| 2021 | I Bet Everything | Kang Seo-mi  | Junto a Park Sang-nam, Lee Jong-hwa y Kim Tae-han              |        |
| 2025 | Revelación       | Lee Yeon-joo | Junto a Ryu Jun-yeol, Shin Hyun-bin y Shin Min-jae             | [ 21 ] |

### Programas de variedades
| Año  | Título                                                         | Función          | Ref.   |
| ---- | -------------------------------------------------------------- | ---------------- | ------ |
| 2014 | Korea’s Next Top Model Season 5                                | Invitada         |        |
| 2021 | We Don't Bite: Villains in the Countryside (We Won’t Hurt You) | Invitada (ep. 2) | [ 22 ] |

### Anuncios
| Año  | Título                                   | Notas                 |
| ---- | ---------------------------------------- | --------------------- |
| 2021 | Eddie Bauer Korea                        | Junto a Yoo Yeon-seok |
| 2021 | Needly                                   |                       |
| 2020 | 프리메라                                 |                       |
| 2019 | 다방                                     |                       |
| 2019 | 스프라이트                               |                       |
| 2019 | 크몽                                     |                       |
| 2019 | 아모레퍼시픽 프리메라 페이셜 마일드 필링 |                       |
| 2019 | 삼성전자 시스템에어컨 360                |                       |
| 2019 | 한국영상대학교 홍보영상                  |                       |
| 2019 | 유니클로 여름감사제                      |                       |
| 2019 | 익스피디아                               |                       |
| 2019 | 농협카드                                 |                       |
| 2019 | 삼성냉장고 비스포크 티저                 |                       |
| 2019 | BBQ 서프라이드 치킨                      |                       |
| 2018 | 삼성갤럭시 S9                            |                       |
| 2018 | 삼성생명                                 |                       |
| 2018 | 원티드                                   |                       |
| 2018 | 현대자동차 - 겨울의 온도 편              |                       |
| 2017 | ARTISTRY (화장품)                        |                       |
| 2017 | 롯데 하우머치 다이렉트                   |                       |

### Revistas / sesiones fotográficas
| Año  | Título                      | Notas                                  | Ref.          |
| ---- | --------------------------- | -------------------------------------- | ------------- |
| 2021 | Marie Claire Korea Magazine |                                        |               |
| 2021 | W Korea Magazine            | Junto a Kim Young-dae - número de mayo | [ 23 ] [ 24 ] |
| 2021 | Cosmopolitan Magazine       |                                        | [ 25 ]        |

## Premios y nominaciones
| Año  | Premios                      | Categoría           | Trabajo                        | Resultado | Ref.          |
| ---- | ---------------------------- | ------------------- | ------------------------------ | --------- | ------------- |
| 2021 | 2021 SBS Drama Award         | Best New Actress    | Penthouse: War In Life S2 & S3 | Ganadora  | [ 26 ]        |
| 2021 | 2021 Brand Of The Year Award | Rookie Actress      | -                              | Ganadora  | [ 27 ]        |
| 2021 | Brand Customer Loyalty Award | Female Rookie Actor | -                              | Ganadora  | [ 28 ] [ 29 ] |